# GMA Network (chaîne de télévision)
Pour la société philippine, voir GMA Network.
GMA Network (simplement connu comme GMA) est une chaîne de télévision philippine appartenant à GMA Network

## Programmes

### Programmes actuels
Information
- 24 Oras (GMA, 2004–présent) (téléjournal), présenté par Mel Tiangco et Mike Enriquez
  - 24 Oras Weekend (GMA, 2010–présent) [Samedi et dimanche à 17h30], présenté par Pia Arcangel et Jiggy Manicad
- Saksi (GMA, 1995–présent) (téléjournal), présenté par Arnold Clavio et Mike Enriquez
- GMA News Update (GMA, 2016–présent) (téléjournal)
- Unang Hirit (GMA, 1999–présent) (matinale), présenté par Unang Hirit Barkada [Lundi au vendredi à 05h00]
- Ang Bagong Adyenda (GMA, 2009–présent)
- Alisto! (GMA, 2013–présent), présenté par Arnold Clavio
- The Atom Araullo Specials (GMA, 2018–présent), présenté par Atom Araullo
- Born to Be Wild (GMA, 2007–présent), présenté par Ferdinand Recio, Kiko Rustia, Nielsen Donato et Romi Garduce
- Diyos at Bayan (GMA, 1998–présent), présenté par Bro. Eddie Villanueva et Kata Inocencio
- Front Row (GMA, 2014–présent)
- Ilaban Natin 'Yan (GMA, 2020–présent), présenté par  Vicky Morales
- Imbestigador (GMA, 2000–présent), présenté par Mike Enriquez
- I-Witness (GMA, 1999–présent), présenté par Sandra Aguinaldo, Kara David, Howie Severino et Jay Taruc
- Kapwa Ko Mahal Ko (GMA, 1975–présent), présenté par Orly Mercado, Connie Angeles et Camille Angeles
- Kapuso Mo, Jessica Soho (GMA, 2004–présent), présenté par Jessica Soho
- Pinoy M.D. (GMA, 2010–présent), présenté par Connie Sison, Dr. David Ampil II, Dr. Raul Quillamor, Dr. Jean Marquez et Dr. Oyie Balburias
- Reporter's Notebook (GMA, 2004–présent), présenté par Jiggy Manicad et Maki Pulido
- Tunay Na Buhay (GMA, 2011–présent)

Séries télévisées et feuilletons
- Anak ni Waray vs. Anak ni Biday (GMA, 2020) (série), avec Barbie Forteza et Kate Valdez
- Bilangin ang Bituin sa Langit (GMA, 2020) (série), avec Nora Aunor, Kyline Alcantara et Mylene Dizon
- Daig Kayo ng Lola Ko (GMA, 2017-en production) (série), avec Gloria Romero
- Descendants of the Sun (GMA, 2020) (série), avec Dingdong Dantes et Jennylyn Mercado
- Encantandia (GMA, 2016; rediffusion: 2020) (telenovela), avec Glaiza de Castro, Kylie Padilla, Gabbi Garcia, Sanya Lopez, John Arcilla, Sunshine Dizon, Ruru Madrid, Rocco Nacino, Solenn Heussaff et Rochelle Pangilinan
- Ika-anim na Utos (GMA, 2016-2018; rediffusion: 2020) (telenovela), avec Sunshine Dizon, Gabby Concepcion et Ryza Cenon
- Kambal, Karibal (GMA, 2017-2018; rediffusion: 2020) (telenovela), avec Miguel Tanfelix, Bianca Umali, Kyline Alcantara et Pauline Mendoza
- Descendants of the Sun (GMA, 2020) (série), avec Carla Abellana, Mikael Daez, Rhian Ramos et Coney Reyes
- Magkaagaw (GMA, 2019-2020) (telenovela), avec Sunshine Dizon, Sheryl Cruz et Alfred Vargas
- Maynila (GMA, 1999-en production) (série) [Samedi à 09h45]
- Magpakailanman (GMA, 2002-2008, 2012–présent) (série), présenté par Mel Tiangco
- My Golden Life (KBS2, 2017-2018) (série) (2018-2019, rediffusion: 2020), avec Park Shi-hoo, Shin Hye-sun, Lee Tae-hwan et Son Eun-soo
- My Husband's Lover (GMA, 2013; rediffusion: 2020) (telenovela), avec Carla Abellana, Tom Rodriguez et Dennis Trillo
- Prima Donnas (GMA, 2019-2020) (série), avec Jillian Ward, Sofia Pablo et Althea Ablan
- Tadhana (GMA, 2017-en production) (série), présenté par Marian Rivera
- Wolfblood (CBBC, 2012-en production) (série) (2017-présent)

Variétés
- All-Out Sundays (2020) (émission de variétés), présenté par Kyline Alcantara
- Eat Bulaga! (RPN, 1979-1989; ABS-CBN, 1989-1995; GMA Network, 1995-en production) (émission de variétés), présenté par Tito Sotto, Vic Sotto et Joey de Leon
- Wowowin (depuis 2015) (émission de variétés), présenté par Willie Revillame

Comédies
- Bubble Gang (GMA Network, 1995-en production) (sitcom), avec Michael V., Antonio Aquitania, Rufa Mae Quinto, Boy 2 Quizon, Myka Flores, Paolo Contis, Sef Cadayona, Diego Llorico et Sam Pinto
- Daddy's Gurl (GMA Network, 2018-) (sitcom), avec Vic Sotto et Maine Mendoza
- Dear Uge (GMA Network, 2016-), avec Eugene Domingo
- Pepito Manaloto: Ang Tunay na Kuwento (GMA Network 2010-2012; 2012-) (sitcom), avec Michael V., Manilyn Reynes, Jake Vargas, Angel Satsumi, Jessa Zaragosa et Nova Villa

Débats télévisés
- The Boobay and Tekla Show (GMA, 2019), présenté par Boobay et Super Tekla
- Mars (GMA News TV, 2012-2019 / GMA, 2019) (talk show), présenté par Camille Prats et Suzi Entrata-Abrera

Téléréalités
Jeux télévisés
- All Star Videoke (GMA Network, 2017)
- Bossing & Ai (GMA Network, 2017)
- Celebrity Bluff (GMA Network, 2017)

Émissions de cuisine
- Del Monte Kitchenomics (GMA Network, 1995-2008, 2012-en production)
- Sarap 'Di Ba? (GMA Network, depuis 2018) [Samedi à 10h45, avant Eat Bulaga]

Informatif
- AHA! (GMA Network, 2010-en production), présenté par Drew Arellano [Dimanche à 08h45]
- Amazing Earth (GMA Network, 2018-2019), présenté par Dingdong Dantes [Dimanche à 18h10]
- iBilib (GMA Network, 2012-en production), présenté par Chris Tiu, Moymoy Palaboy et Chariz Solomon [Dimanche à 17h00]

Séries d'animation
- Barangay 143

Religion
- Family TV Mass (GMA, 2014-en production)
- In Touch with Charles Stanley (GMA 1992–2004, 2008-en production)
- Jesus the Healer (GMA 1989–1999, 2006-en production)
- PJM Forum (GMA 1998-2001, 2006-en production)

Blocs de cinéma et les promos
- Sunday Night Box Office (GMA, 1997-en production)
- Kapuso Movie Festival (GMA, 2006-en production)
- GMA Blockbusters (GMA, 2013-en production)
- Kapuso Movie Night (GMA, 2018-en production)

### En pause
- Lip Sync Battle Philippines (GMA Network, 2016-) (téléréalité), présenté par Michael V. et Iya Villania
- StarStruck (GMA Network, 2003-en production) (téléréalité)
- The Clash (GMA Network, 2018-en production) (téléréalité)

### En préparation
- Misty (JTBC, 2018) (série) (2020), avec Kim Nam-joo et Ji Jin-hee
- Madam Pushy and I (Madam Dun) (Channel 3, 2013-2014) (série) (2020), avec Laila Boonyasak et Mario Maurer
- Agimat ni Agila (GMA, 2020) (série), avec Bong Revilla
- First Yaya (GMA, 2020) (série), avec Marian Rivera et Gabby Concepcion
- Arthdal Chronicles (tvN, 2019) (série) (2020), avec Jang Dong-gun, Song Joong-ki, Kim Ji-won et Kim Ok-vin
- Love's Circle of Resentment (Buang Rak Salak Kaen) (Channel 8, 2016) (série) (2020), avec Lang Sittha Sapanuchart et Amornlak Cholruedee
- Love from Another Star (Likit Ruk Karm Duang Dao) (Channel 3, 2019) (série) (2020), avec Nadech Kugimiya et Peeranee Kongthai
- Extraordinary You (MBC, 2019) (série) (2020), avec Kim Hye-yoon, Rowoon, Lee Jae-wook, Lee Na-eun, Jung Gun-joo, Kim Young-dae et Lee Tae-ri
- Her Private Life (tvN, 2019) (série) (2020), avec Park Min-young, Kim Jae-wook, Ahn Bo-hyun et Jung Jae-won
- Doctor John (SBS, 2019) (série) (2020), avec Ji Sung, Lee Se-young, Lee Kyu-hyung et Hwang Hee
- My Absolute Boyfriend (SBS, 2019) (série) (2020), avec Yeo Jin-goo, Bang Min-ah et Hong Jong-hyun
- VIP (SBS, 2019) (série) (2020), avec Jang Na-ra, Lee Sang-yoon et Lee Chung-ah

### Anciens programmes

#### depuis 2020
- The Last Empress (SBS, 2018-2019) (série) (2020), avec Jang Na-ra, Choi Jin-hyuk, Shin Sung-rok, Lee Elijah et Shin Eun-kyung
- Wish Ko Lang (GMA, 2002–2020), présenté par Vicky Morales
- Angel's Last Mission: Love (KBS2, 2019) (série) (2020), avec Shin Hye-sun, Kim Myung-soo, Lee Dong-gun, Kim Bo-mi, Do Ji-won et Kim In-kwon

#### entre 2019-2020
- The Crown Princess (Channel 3, 2018) (série) (2019, rediffusion: 2020), avec Urassaya Sperbund et Nadech Kugimiya
- Madrasta (GMA, 2019-2020) (telenovela), avec Arra San Agustin
- One of the Baes (GMA, 2019-2020) (série), avec Ken Chan et Rita Daniela
- The Gift (GMA, 2019-2020) (série), avec Alden Richards
- Beautiful Justice (GMA, 2019-2020) (série), avec Yasmien Kurdi, Bea Binene et Gabbi Garcia.
- Love Alert (MBN, 2018) (série) (2019-2020), avec Yoon Eun-hye et Chun Jung-myung
- Wicked Angel (Yuttakarn Prab Nang Marn) (GMM 25, 2018-2019) (série) (2019-2020), avec Pimchanok Luexisadpaibul et Sattaphong Phiangphor
- Sunday PINASaya (2015-2019) (émission de variétés), présenté par tous les artistes
- Studio 7 (2018-2019) (émission de variétés)
- Taste of Love (Dolunay) (Star TV, 2017) (série) (2019), avec Özge Gürel et Can Yaman
- Sky Castle (JTBC, 2018-2019) (série) (2019), avec Yum Jung-ah, Lee Tae-ran, Yoon Se-ah, Oh Na-ra et Kim Seo-hyung
- Wagas (GMA News TV, 2013-2019; GMA, 2019) (série)
- Mr. Sunshine (tvN, 2018) (série) (2019), avec Lee Byung-hun, Kim Tae-ri, Yoo Yeon-seok, Kim Min-jung et Byun Yo-han
- Hanggang Sa Dulo ng Buhay Ko (GMA, 2019) (série), avec Megan Young, Rayver Cruz, Kris Bernal et Kim Domingo
- Dahil sa Pag-ibig (GMA, 2019) (série), avec Sanya Lopez, Benjamin Alves, Teresita Marquez et Pancho Magno
- Sahaya (GMA, 2019) (série), avec Bianca Umali, Miguel Tanfelix et Migo Adecer
- The Better Woman (GMA, 2019) (série), avec Andrea Torres, Derek Ramsay et Ina Feleo
- Love You Two (GMA, 2019) (telenovela).
- U-Prince Series (GMM 25, 2016-2017) (série) (2019), avec Puttichai Kasetsin, Esther Supreeleela, Vorakorn Sirisorn, Sutatta Udomsilp, Nontanun Anchuleepradit, Nachjaree Horvejkul, Chatchawit Techarukpong, Charada Imraporn, Isariya Patharamanop, Focus Jeerakul, Jirakit Thawornwong, Zuvapit Traipornworakit, Nawat Phumphothingam, Sananthachat Thanapatpisal, Chonlathorn Kongyingyong, Jannine Weigel, Vachiravit Paisarnkulwong, Lapisara Intarasut, Kunchanuj Kengkarnka, Note Panayanggool, Thanat Lowkhunsombat, Lapassalan Jiravechsoontornkul, Chutavuth Pattarakampol et Worranit Thawornwong
- Aladdin: You Would've Heard the Name (Aladdin - Naam Toh Suna Hoga) (Sony SAB, 2018-) (série) (2019), avec Siddharth Nigam, Avneet Kaur, Amir Dalvi, Raashul Tandon, Smita Bansal, Gireesh Sahedev et Praneet Bhat
- Emperor: Ruler of the Mask (MBC, 2017) (série) (2019), avec Yoo Seung-ho, Kim So-hyun, Kim Myung-soo, Yoon So-hee, Heo Joon-ho et Park Chul-min
- Bihag (GMA, 2019) (série), avec Max Collins
- Dragon Lady (GMA, 2019) (série), avec Janine Gutierrez
- Are You Human? (KBS2, 2018) (série) (2019), avec Seo Kang-joon et Gong Seung-yeon
- Queen of Mystery (KBS2, 2017) (série) (2019), avec Choi Kang-hee et Kwon Sang-woo
- Ugly Duckling (GMM 25, 2015) (série) (2019), avec Worranit Thawornwongs, Puttichai Kasetsin, Wiraporn Jiravechsoontornkul, Korapat Kirdpan, Tawan Vihokratana, Jirakit Thawornwong, Techarukpong Chatchawit, Natcha Janthapan, Esther Supreeleela et Korn Khunatipapisiri
- Kara Mia (GMA, 2019) (telenovela), avec Barbie Forteza et Mika Dela Cruz
- Love in Trouble (Suspicious Partner) (SBS, 2017) (série) (2019), avec Ji Chang-wook, Nam Ji-hyun, Choi Tae-joon et Kwon Nara
- Alex and Amie (GMA, 2019) (série), avec Mikael Daez et Max Collins
- Hiram na Anak (GMA, 2019) (série), avec Yasmien Kurdi, Dion Ignacio et Leanne Bautista
- My Sassy Girl (SBS, 2017) (série) (2019), avec Joo Won, Oh Yeon-seo, Lee Jung-shin et Kim Yoon-hye
- Inagaw na Bituin (GMA, 2019) (série), avec Kyline Alcantara et Therese Malvar
- Les Chroniques de Shannara (MTV/Spike, 2016-2017) (série) (2019), avec Austin Butler, Poppy Drayton, Ivana Baquero, Manu Bennett et Aaron Jakubenko
- TODA One I Love (GMA, 2019) (telenovela), avec Ruru Madrid et Kylie Padilla
- My Special Tatay (GMA, 2018) (telenovela), avec Ken Chan
- Fire of Eternal Love (The Flame's Daughter) (Youku, 2018) (série) (2019), avec Dilraba Dilmurat, Vic Chou, Vin Zhang et Liu Ruilin
- Cheese in the Trap (tvN, 2016) (série) (2019), avec Park Hae-jin, Kim Go-eun, Seo Kang-joon et Lee Sung-kyung
- Onanay (GMA, 2018-2019) (telenovela), avec Jo Berry
- Asawa Ko, Karibal Ko (GMA, 2018) (telenovela), avec Kris Bernal, Thea Tolentino et Rayver Cruz
- Cain at Abel (GMA, 2018-2019) (telenovela), avec Dingdong Dantes et Dennis Trillo
- Ika-5 Utos (GMA, 2018) (telenovela), avec Jean Garcia, Gelli de Belen et Valerie Concepcion
- Waves of Life (Kleun Cheewit) (Channel 3, 2017) (série) (2018-2019), avec Urassaya Sperbund et Prin Suparat
- Legend of Zu (Shushan zhan ji zhi jianxia chuanqi) (Anhui TV, 2015-2016) (série) (2018-2019), avec William Chan, Zhao Liying et Nicky Wu
- Whisper (SBS, 2017) (série) (2019), avec Lee Bo-young, Lee Sang-yoon, Kwon Yul et Park Se-young
- Don't Dare to Dream (SBS, 2016) (série) (2018), avec Gong Hyo-jin, Jo Jung-suk, Go Kyung-pyo, Lee Mi-sook, Park Ji-young, Lee Sung-jae et Seo Ji-hye
- Something About 1% (Dramax, 2016) (série) (2018-2019), avec Ha Seok-jin et Jeon So-min

#### entre 2018-2019
- Pamilya Roces (GMA, 2018) (telenovela), avec Carla Abellana, Gabbi Garcia et Jasmine Curtis-Smith
- Woman of Dignity (The Lady in Dignity) (JTBC, 2017) (série) (2018), avec Kim Hee-sun, Kim Sun-ah, Jung Sang-hoon, Lee Tae-im et Lee Ki-woo
- Marriage Contract (MBC, 2016) (série) (2018), avec Lee Seo-jin et Uee
- Switch (Leh Lub Salub Rarng) (Channel 3, 2017) (série) (2018), avec Nadech Kugimiya, Urassaya Sperbund et Thanapob Leeratanakajorn
- Victor Magtanggol (GMA, 2018) (telenovela), avec Alden Richards
- Kapag Nahati ang Puso (GMA, 2018) (telenovela), avec Bea Binene et Sunshine Cruz
- Sarap Diva (GMA Network, 2012-2018), présenté par Regine Velasquez
- Love O2O (Jiansu TV/Dragon TV, 2016) (série) (2018), avec Yang Yang et Zheng Shuang
- The Clash (GMA, 2018) (téléréalité), présenté par Regine Velasquez
- The Stepdaughters (GMA, 2018) (telenovela), avec Megan Young, Mikael Daez et Katrina Halili
- While You Were Sleeping (SBS, 2017) (série) (2018), avec Lee Jong-suk et Bae Suzy
- Wings of Love (Bana Sevmeyi Anlat) (Fox, 2016-2017) (série) (2018), avec Kadir Doğulu, Seda Bakan et Mustafa Üstündağ
- Contessa (GMA, 2018) (telenovela), avec Glaiza de Castro, Geoff Eigenmann, Lauren Young et Gabby Eigenmann
- The Fox Fairy (Daxian yamen) (2016) (série)
- Hindi Ko Kayang Iwan Ka (GMA, 2018) (telenovela), avec Mike Tan, Yasmien Kurdi, Jackie Rice et Martin del Rosario
- Princess Hours (Goong Thai) (True4U, 2017) (série télévisée) (2018), avec Ungsumalynn Sirapatsakmetha et Sattaphong Phiangphoras
- Moribito Final (NHK, 2016) (série) (2018)
- The Cure (GMA, 2018) (telenovela), avec Jennylyn Mercado et Tom Rodriguez
- You're My Destiny (GMM One, 2017) (série) (2018), avec Esther Supreeleela et Sukrit Wisetkaew
- Fight of Champions:  Manny Pacquiao vs.  Lucas Matthysse en Kuala Lumpur, Malaisie, produit par Solar Entertainment Corporation (15 juillet 2018)
- My Guitar Princess (GMA, 2018) (telenovela), avec Julie Anne San Jose, Gil Cuerva et Kiko Estrada
- Cendrillon et les Quatre Chevaliers (en) (tvN, 2016) (série) (2018), avec Park So-dam, Jung Il-woo, Ahn Jae-hyun (en), Lee Jung-shin, Choi Min et Son Na-eun
- Fighter of the Destiny (Ze tian ji) (Hunan TV, 2017) (série) (2018), avec Lu Han, Guli Nazha, Janice Wu et Joseph Zeng
- Bride of the Water God (tvN, 2017) (série) (2018), avec Shin Se-kyung, Nam Joo-hyuk, Lim Ju-hwan, Krystal Jung et Gong Myung
- The One That Got Away (GMA, 2018) (telenovela), avec Dennis Trillo, Lovi Poe, Rhian Ramos et Max Collins
- Ang Forever Ko'y Ikaw (GMA, 2018) (telenovela), avec Camille Prats et Neil Ryan Sese
- Sherlock Jr. (GMA, 2018) (telenovela), avec Ruru Madrid
- Sirkus (GMA, 2018) (telenovela), avec Mikoy Morales et Mikee Quintos
- Fight for My Way (KBS 2TV, 2017) (série) (2018), avec Park Seo-joon, Kim Ji-won, Ahn Jae-hong et Song Ha-yoon
- The Other Kingdom (Nickelodeon, 2016) (série) (2018), avec Esther Zynn, Callan Potter, Celina Martin, Taylor Adams et Josette Halpert
- The Lolas' Beautiful Show (GMA Network, 2017-2018)
- Haplos (GMA, 2017-2018) (telenovela), avec Sanya Lopez, Thea Tolentino, Rocco Nacino et Pancho Magno
- Chibi Maruko-chan (Fuji TV, 2007-2008) (série) (2018)
- Marina (telenovela, 2006) Telemundo/Caracol Televisión, 2006-07) (telenovela) Sandra Echeverría Mauricio Ochmann

#### 2001-2017
- Crimson Girl (Hunan TV, 2016) (série) (2017-2018)
- The Romantic Doctor (Romantic Doctor, Teacher Kim) (SBS, 2016-2017) (série) (2017-2018), avec Han Suk-kyu, Yoo Yeon-seok et Seo Hyun-jin
- Impostora (GMA, 2017-2018) (telenovela), avec Kris Bernal
- Super Ma'am (GMA, 2017-2018) (telenovela), avec Marian Rivera
- The Maid (JTBC, 2015) (série) (2018), avec Jeong Yu-mi, Oh Ji-ho et Kim Dong-wook
- Road Trip (GMA, 2017)
- My Korean Jagiya (GMA, 2017) (telenovela), avec Heart Evangelista et Alexander Lee
- The Starry Night, The Starry Sea (Hunan TV, 2017) (série) (2017), avec Feng Shaofeng et Bea Hayden
- My Secret Romance (OCN, 2017) (série) (2017), avec Sung Hoon et Song Ji-eun
- Trops (GMA, 2016-2017) (telenovela)
- G.R.I.N.D. Get Ready It's a New Day (GMA, 2017) (série), avec Ayra Mariano, Jazz Ocampo, Bruno Gabriel et Benedict Campos
- Strong Girl Bong-soon (JTBC, 2017) (série) (2017), avec Park Bo-young, Park Hyung-sik et Ji Soo
- Let's Fight, Ghost! (Hey Ghost, Let's Fight) (tvN, 2016) (série) (2017), avec Ok Taecyeon, Kim So-hyun et Kwon Yul
- My Daughter, Geum Sa-wol (MBC, 2015-2016) (série) (2017), avec Baek Jin-hee, Jeon In-hwa, Yoon Hyun-min, Park Se-young et Do Sang-woo
- Saimdang: Soulmates Across Time (Saimdang, Light's Diary) (SBS, 2017) (série) (2017), avec Lee Young-ae et Song Seung-heon
- All About My Mom (KBS2, 2015-2016) (série) (2017), avec Eugene et Lee Sang-woo
- Hay, Bahay! (GMA Network, 2016-2017) (sitcom), avec Vic Sotto et Ai-Ai delas Alas
- Mulawin vs. Ravena (GMA, 2017) (telenovela), avec Dennis Trillo, Heart Evangelista, Regine Velasquez, Lovi Poe et Carla Abellana
- Mirror of the Witch (JTBC, 2016) (série) (2017), avec Yoon Shi-yoon, Kim Sae-ron, Lee Sung-jae, Yum Jung-ah et Kwak Si-yang
- I Heart Davao (GMA, 2017) (telenovela), avec Carla Abellana et Tom Rodriguez
- Innocent Defendant (SBS, 2017) (série) (2017), avec Ji Sung, Um Ki-joon et Kwon Yuri
- My Love from the Star (GMA, 2017) (telenovela), avec Gil Cuerva et Jennylyn Mercado
- Follow Your Heart (GMA Network, 2017) (téléréalité), présenté par Heart Evangelista
- D' Originals (GMA, 2017) (telenovela), avec Jaclyn Jose, Kim Domingo, LJ Reyes, Katrina Halili, Meg Imperial et Lovely Abella
- Ice Fantasy (Hunan TV, 2016) (série) (2017), avec Feng Shaofeng, Victoria Song, Ma Tianyu et Zhang Meng
- Seirei no moribito (NHK, 2016) (série) (2017)
- Street Fighter: Assassin's Fist (YouTube/Machinima.com, 2014) (série) (2017)
- Karelasyon (GMA, 2015–2017) (telenovela), présenté par Carla Abellana
- Legally Blind (GMA, 2017) (telenovela), avec Janine Gutierrez, Mikael Daez et Lauren Young
- Meant to Be (GMA, 2017) (telenovela), avec Barbie Forteza, Ken Chan, Jak Roberto et Mika dela Cruz
- Scarlet Heart (SBS, 2016) (série) (2017), avec Lee Joon-gi, Lee Ji-eun, Kang Ha-neul et Hong Jong-hyun
- Aliados (Telefe, 2013-2014) (série) (2017)
- Pasión de amor (ABS-CBN, 2015) (telenovela), avec Jake Cuenca, Arci Muñoz, Ejay Falcon, Ellen Adarna, Joseph Marco et Coleen Garcia
- Destined to be Yours (GMA, 2017) (telenovela), avec Alden Richards et Maine Mendoza
- Tsuperhero (GMA, 2016) (telenovela), avec Derrick Monasterio et Bea Binene
- Pinulot Ka Lang sa Lupa (GMA, 2017) (telenovela), avec Julie Anne San Jose, Benjamin Alves, LJ Reyes et Martin del Rosario
- Pretty Woman (She Was Pretty) (MBC, 2015) (série) (2017), avec Hwang Jung-eum, Park Seo-joon, Go Joon-hee et Choi Si-won
- People vs. The Stars (GMA, 2017) (téléréalité), présenté par Iya Villania et Drew Arellano
- Dream High (KBS, 2011) (série) (2012), avec Bae Suzy, Kim Soo-hyun, Ok Taecyeon, Ham Eun-jeong, Jang Wooyoung et IU
- Case Solved (GMA, 2017)
- Alien Surf Girls (Lightning Point) (Network Ten, 2012) (série)
- Hahamakin ang Lahat (GMA, 2016-17) (telenovela), avec Joyce Ching, Kristofer Martin, Eula Valdez, Thea Tolentino, Snooky Serna et Ariel Rivera
- The Big One (D-Day) (JTBC, 2015) (série) (2017), avec Kim Young-kwang, Jung So-min et Ha Seok-jin
- Superstar Duets (GMA, 2016) (téléréalité), présenté par Jennylyn Mercado
- Sa Piling ni Nanay (GMA, 2016-17) (telenovela)
- Someone to Watch Over Me (GMA, 2016-17) (telenovela), avec Tom Rodriguez et Lovi Poe
- Usapang Real Love (GMA, 2016) (série)
- Oh, My Mama! (GMA, 2016) (telenovela), avec Inah de Belen, Jake Vargas, Ash Ortega et Jeric Gonzales
- A1 Ko Sa 'Yo (GMA Network, 2016) (sitcom)
- H2O: Just Add Water (Network Ten, 2006-2010) (série) (2016), avec Cariba Heine, Claire Holt, Phoebe Tonkin et Indiana Evans
- Rubí (ABS-CBN, 2010) (telenovela), avec Angelica Panganiban, Jake Cuenca, Shaina Magdayao et Diether Ocampo
- Codename: Yong-pal (Yong-pal) (SBS, 2015) (série) (2017), avec Joo Won, Kim Tae-hee, Chae Jung-an et Jo Hyun-jae
- Oh My Ghost (Oh My Ghostess) (tvN, 2015) (série) (2016), avec Park Bo-young, Jo Jung-suk, Lim Ju-hwan et Kim Seul-gie
- Alyas Robin Hood (GMA, 2016-17) (telenovela), avec Dingdong Dantes
- Angry Birds Toons (MTV3/MTV3 Juniori, 2013 - en production) (animation) (2013-2016)
- Hayate the Combat Butler (animé)
- Angel's Revenge (KBS2, 2014) (série télévisée) (2016), avec Yoon So-yi, Park Jung-chul, Moon Bo-ryung et Kwon Yul
- Haikyū!! (2014) (animé) (2015) [Dimanche à 09h00]
- Max Steel (Disney XD, 2013/Netflix, depuis 2014) (animation) (2014 - en production), avec Andrew Francis
- Inazuma Eleven (2008-2011) (animé) (2011-12, 2013)
- Go Diego Go! (Nickelodeon, 2005-11) (animation) (2011-12)
- Nasaan Ka, Elisa? (ABS-CBN, 2011-2012) (telenovela), avec Melissa Ricks, Agot Isidro, Albert Martinez, Vina Morales, Mickey Ferriols, Eric Fructuoso, Joem Bascon, Desiree del Valle, Franco Daza, Isabella de Leon, Aldred Gatchalian et Alexa Ilacad
- Kung Fu Panda: Legends of Awesomeness (Nickelodeon, 2011-2016) (animation) (2015-2016)
- Sinungaling Mong Puso (GMA, 2016) (telenovela), avec Rhian Ramos, Rafael Rosell, Kiko Estrada et Jazz Ocampo
- Laff, Camera, Action! (GMA Network, 2016) (téléréalité), présenté par Betong Sumaya et Sheena Halili
- Ismol Family (GMA Network, 2014-2016) (sitcom), avec Ryan Agoncillo et Carla Abellana
- Magkaibang Mundo (GMA, 2016) (telenovela), avec Louise delos Reyes, Juancho Trivino et Dion Ignacio
- Juan Happy Love Story (GMA, 2016) (telenovela), avec Dennis Trillo et Heart Evangelista
- Healer (KBS2, 2014-2015) (série) (2016), avec Ji Chang-wook, Park Min-young et Yoo Ji-tae
- My Girlfriend is a Gumiho (SBS, 2010) (série) (2011, 2014), avec Lee Seung-gi et Shin Min-a
- Frijolito (Amarte así) (Telemundo, 2005) (telenovela) (2011), avec Litzy, Mauricio Ochmann et Alejandro Felipe
- Descendants of the Sun (KBS2, 2016) (série) (2016), avec Song Joong-ki, Song Hye-kyo, Jin Goo et Kim Ji-won
- Malparida (El Trece, 2010-11) (telenovela) (2011, annulée), avec Gonzalo Heredia, Juana Viale, Carina Zampini, Selva Alemán et Raúl Taibo
- Mamaw-in-Law (SBS, 2015) (série) (2016)
- Avatar: The Legend of Aang (Nickelodeon, 2005-08) (animation) (2010-11, 2013-14)
- Dora the Explorer (Nickelodeon, 2000-en production) (animation) (2010-11)
- Oh My Venus (KBS2, 2015-2016) (série) (2016), avec So Ji-sub et Shin Min-a
- The Tim Yap Show (GMA, 2013-????) (talk show), présenté par Tim Yap
- Maria de Jesus: Ang Anghel sa Lansangan (Cuidado con el ángel) (Televisa, 2008-09) (telenovela) (2009-10), avec Maite Perroni et William Levy
- Yan ang Morning! (GMA, 2016) (talk show), présenté par Marian Rivera-Dantes
- Las tontas no van al cielo (Televisa, 2008) (telenovela) (2008), avec Jaime Camil, Jacqueline Bracamontes et Valentino Lanús
- Romantic Princess (CTV, 2007) (série) (2008), avec Wu Chun, Angela Chang, Calvin Chen et George Hu
- The Medyo Late Night Show with Jojo A. All The Way! (GMA, 2014-????) (talk show), présenté par Jojo Alejar
- Once Again (GMA, 2016) (telenovela), avec Aljur Abrenica et Janine Gutierrez
- Love Me, Heal Me (MBC, 2015) (série) (2016)
- Vampire Ang Daddy Ko (GMA, 2013-2016) (sitcom), avec Vic Sotto et Oyo Boy Sotto
- My Girl (ABS-CBN, 2008) (telenovela), avec Kim Chiu, Gerald Anderson, Niña Jose et Enchong Dee
- Hana Kimi (Hanazakarino Kimitachihe) (CTS, 2006-07) (série) (2008), avec Ella Chen, Wu Chun, Jiro Wang et Danson Tang
- El cuerpo del deseo (Telemundo, 2005-06) (telenovela) (2008), avec Andrés García, Mario Cimarro et Lorena Rojas
- Power House (GMA, 2014–présent), présenté par Kara David
- Naruto Shippuden (animé) (2008-2016)
- Poor Señorita (GMA, 2016) (telenovela), avec Regine Velasquez, Mikael Daez, Ayra Mariano, Jillian Ward, Miggs Cuaderno, Zymic Jaranilla et Caprice Cayetano
- Hanggang Makita Kang Muli (GMA, 2016) (telenovela), avec Bea Binene et Derrick Monasterio
- Hi! School: Love On (KBS2, 2014) (série), avec Kim Sae-ron, Nam Woo-hyun et Lee Sung-yeol
- Naruto (animé) (2008-09)
- Lobo (ABS-CBN, 2008) (telenovela), avec Piolo Pascual et Angel Locsin
- Spring Waltz (KBS2, 2006) (série) (2007-08), avec Seo Do-young, Han Hyo-joo, Daniel Henney et Lee So-yeon
- I Heart You Doc (Medical Top Team) (MBC, 2013) (série) (2016), avec Kwon Sang-woo, Jung Ryeo-won, Ju Ji-hoon, Oh Yeon-seo et Choi Minho
- That's My Amboy (GMA, 2016) (telenovela), avec Barbie Forteza et Andre Paras
- Wish I May (GMA, 2016) (telenovela), avec Miguel Tanfelix et Bianca Umali
- You're the Best (KBS2, 2013) (série), avec IU, Jo Jung-suk, Go Doo-shim, Lee Mi-sook, Yoo In-na, Son Tae-young, Go Joo-won et Jung Woo
- Mako Mermaids (Network Ten/Eleven, 2013-2016) (série), avec Chai Romruen, Isabel Durant, Allie Bertram, Gemma Forsyth, Linda Ngo, Taylor Glockner et Jeronimo Ruiz
- Fairy Tail (saison 3) (animé) (2015-2016)
- Vampire Ang Daddy Ko (GMA, 2013-2016) (sitcom), avec Vic Sotto et Oyo Boy Sotto
- CelebriTV (GMA, 2015-2016) (show-biz), présenté par Ai-Ai delas Alas, Joey de Leon et Lolit Solis
- Zorro, The Sword and the Rose (Zorro, la espada y la rosa) (2007) (telenovela) (2007-08), avec Marlene Favela, Christian Meier, Harry Geithner, Andrea López, Arturo Peniche et Osvaldo Ríos
- Because of You (GMA, 2015-2016) (telenovela), avec Gabby Concepcion, Carla Abellana et Rafael Rosell
- American Dragon: Jake Long (Disney Channel, 2005-2007) (animation) (2007-2008)
- Gundam Seed Destiny (2004-05) (animé) (2007)
- Sana Maulit Muli (ABS-CBN, 2007) (telenovela), avec Kim Chiu et Gerald Anderson
- Princess Hours (MBC, 2006) (série) (2006-07, rediffusion: 2007-08, 2013-14), avec Yoon Eun-hye, Ju Ji-hoon, Kim Jeong-hoon et Song Ji-hyo
- Inocente de ti (Televisa/Univision, 2004-05) (telenovela) (2006-07), avec Valentino Lanús et Camila Sodi
- Walang Tulugan with the Master Showman (GMA, 1997-2016) (émission de variétés), présenté par German Moreno
- Carmina (Falling for Innocence) (JTBC, 2015) (série) (2016), avec Jung Kyung-ho, Kim So-yeon et Yoon Hyun-min
- Temptation (SBS, 2014) (série) (2016), avec Kwon Sang-woo, Choi Ji-woo, Lee Jung-jin et Park Ha-sun
- Mirada de mujer (TV Azteca, 1997-98) (telenovela) (2006-07), avec Angélica Aragón, Ari Telch et Fernando Luján
- A Love to Kill (KBS2, 2005) (série) (2006), avec Rain, Sin Min-ah, Kim Sa-rang et Lee Ki-woo
- The Producers (KBS2, 2015) (série) (2015-2016), avec Kim Soo-hyun, Cha Tae-hyun, Gong Hyo-jin et IU
- Ice Adonis (Yellow Boots) (tvN, 2012) (série) (2015-2016), avec Lee Yoo-ri, Hyun Woo-sung, Yoon A-jung et Jung Chan
- Little Nanay (GMA, 2015-2016) (telenovela), avec Kris Bernal, Chlaui Malayao, Nora Aunor, Hiro Peralta et Eddie Garcia
- Someone Like You (TTV, 2015-2016) (série) (2015-2016), avec Kingone Wang, Lorene Ren, Sean Lee, Nita Lei et William Liao
- Dangwa (GMA, 2016) (telenovela), avec Janine Gutierrez
- Ring ni kakero (animé) ( 2015-)
- To The Top (GMA, 2015) (téléréalité)
- Startalk (GMA, 1995-2015) (show-biz), présenté par Butch Francisco, Joey de Leon, Ricky Lo, Lolit Solis et Heart Evangelista
- 44 Chats (Rai Yoyo/Nick Jr. Italie, depuis 2018) (série d'animation) (2020)
- Regal Academy : L'Académie royale (Rai Yoyo, 2016-2018) (série d'animation) (2020)
- Kapamilya, Deal or No Deal (2016-2015) (jeu télévisé), présenté par Kris Aquino (2006-09)/Luis Manzano (2012-2015)
- Kim Possible (Disney Channel, 2002-2007) (animation) (2006-2007), avec Christy Carlson Romano, Will Friedle, Nancy Cartwright, Tahj Mowry et John DiMaggio
- My Girl (SBS, 2005-2006) (série) (2006, rediffusion: 2014), avec Lee Da-hae, Lee Dong-wook, Lee Joon-gi et Park Si-yeon
- Yakitate!! Ja-pan (2004-06) (animé) (2006, 2013)
- Kim Possible (Disney Channel, 2002-2007) (animation) (2006-2007), avec Christy Carlson Romano, Will Friedle, Nancy Cartwright, Tahj Mowry et John DiMaggio
- Sa Piling Mo (ABS-CBN, 2006) (telenovela), avec Piolo Pascual et Judy Ann Santos
- Mr. Bean (ITV, 1990-1995) (sitcom) (2005-2009, 2011, 2014), avec Rowan Atkinson
- Lilo and Stitch: The Series (ABC, 2003-2006) (animation) (2005-2006)
- San Miguel Pure Foods Home Foodie
- The Smurfs (NBC, 1981-89) (animé) (2015)
- Martin Mystery (2003-06) (animation) (2015)
- Time Quest (Fuji Television, 1989-1990) (animé) (2015)
- Grimm's Fairy Tales (2008, 2014-2016) (animé)
- Magi (2012-13) (animé) (2015)
- Cross Fight B-Daman (TV Tokyo, 2011-12) (animé) (2015)
- Destiny Rose (GMA, 2015-2016) (telenovela), avec Ken Chan, Katrina Halili et Fabio Ide
- MariMar (GMA, 2015-2016) (telenovela), avec Megan Young
- Legendary Women (MBC, 2014-15) (série) (2015-16), avec Han Ji-hye,Ha Seok-jin, Go Doo-shim,Oh Hyun-kyung et Ha Yeon-soo
- My Faithful Husband (GMA, 2015) (telenovela), avec Dennis Trillo,Jennylyn Mercado, Louise delos Reyes et Mikael Daez
- Beautiful Strangers (GMA, 2015) (telenovela), avec Heart Evangelista, Lovi Poe, Rocco Nacino, Benjamin Alves,Christopher De Leon et Dina Bonnevie
- Reply 1997 (tvN, 2012) (série) (2015), avec Jung Eun-ji, Seo In-guk, Hoya, Shin So-yul et Eun Ji-won
- Buena Familia (GMA, 2015-2016) (telenovela), avec Kylie Padilla, Martin del Rosario, Julie Anne San Jose, Jake Vargas, Julian Trono, Bobby Andrews, Angelu de Leon, Sheryl Cruz et Mona Louise Rey
- Pinocchio (SBS, 2014-2015) (série) (2015), avec Lee Jong-suk et Park Shin-hye
- The King's Doctor (MBC, 2012-13) (série) (2015), avec Jo Seung-woo et Lee Yo-won
- Let the Love Begin (GMA, 2015) (telenovela), avec Gabbi Garcia et Ruru Madrid
- Pari 'Koy (GMA, 2015) (telenovela), avec Dingdong Dantes et Sunshine Dizon
- The Rich Man's Daughter (GMA, 2015) (telenovela), avec Rhian Ramos, Glaiza de Castro et Luis Alandy
- Yagit (GMA, 2014-2015) (telenovela), avec Chlaui Malayao, Zymic Jaranilla, Judie Dela Cruz et Jemuell Ventinilla
- Healing Hearts (GMA, 2015) (telenovela), avec Joyce Ching, Angelika dela Cruz, Kristofer Martin, Krystal Reyes et Mickey Ferriols
- Birth of a Beauty (SBS, 2014-15) (série) (2015), avec Joo Sang-wook, Han Ye-seul, Jung Gyu-woon et Wang Ji-hye
- Sunday All Stars (GMA, 2013-2015) (variété), présenté par tous les artistes
- My Mother's Secret (GMA, 2015) (série), avec Kim Rodriguez, Kiko Estrada, Gwen Zamora et Christian Bautista
- The Mermaid (tvN, 2014) (série), avec Jo Bo-ah, On Joo-wan, Song Jae-rim et Park Ji-soo
- Mermaid Melody Pichi Pichi Pitch (2003-2004) (animé)
- Pinoy Big Brother (ABS-CBN, 2005-en production) (télé-réalité)
- Asia's Next Top Model (saison 3) (Star World, 2015) (téléréalité), présenté par Georgina Wilson
- King of Ambition (SBS, 2013) (série), avec Kwon Sang-woo, Soo Ae, Jung Yun-ho, Kim Sung-ryung et Ko Joon-hee
- Two Mothers (KBS2, 2014) (série), avec Jang Seo-hee et Lee Chae-young
- InstaDad (GMA, 2015) (telenovela), avec Gabby Eigenmann, Ash Ortega, Gabrielle Garcia et Jazz Ocampo
- Corazón indomable (Televisa, 2013) (telenovela) (2015), avec Ana Brenda Contreras et Daniel Arenas
- Once Upon a Kiss (GMA, 2015) (telenovela), avec Miguel Tanfelix et Bianca Umali
- Monsuno (2014-en production) (animé) (2015)
- Kamen Rider OOO (TV Asahi, 2010-2011) (tokusatsu) (2014-2015)
- Don't Lose the Money (GMA, 2014-2015) (jeu télévisé), présenté par Tom Rodriguez
- Second Chances (GMA, 2015) (telenovela), avec Jennylyn Mercado, Raymart Santiago, Camille Prats et Rafael Rosell
- Kailan Ba Tama ang Mali? (GMA, 2015) (telenovela), avec Max Collins, Geoff Eigenmann, Empress Schuck et Dion Ignacio
- Fall in Love with Me (TTV, 2014) (série) (2015), avec Aaron Yan, Tia Lee, Jack Li et Katherine Wang
- Tom et Jerry Kids (Fox Kids, 1990-1994) (animation) (2014-2015)
- Hunter × Hunter (2011 - en production) (animé) (2014)
- Empress Ki (MBC, 2013-2014) (série) (2014-2015), avec Ha Ji-won, Joo Jin-mo et Ji Chang-wook
- Women in the Sun (Women of the Sun) (KBS2, 2008) (série) (2015), avec Kim Ji-soo, Lee Ha-na, Han Jae-suk et Jung Gyu-woon
- Future's Choice (Marry Him If You Dare) (KBS2, 2013) (série) (2015), avec Yoon Eun-hye, Lee Dong-gun, Jung Yong-hwa et Han Chae-ah
- More Than Words (GMA Network, 2014-2015) (telenovela), avec Janine Gutierrez, Elmo Magalona, Jaclyn Jose, Gardo Versoza, Yayo Aguila et Stephanie Sol
- Prime Minister and I (KBS2, 2013-2014) (série), avec Lee Beom-soo, Yoona, Yoon Shi-yoon, Chae Jung-an et Ryu Jin
- Ang Lihim ni Annasandra (GMA, 2014-2015) (telenovela), avec Andrea Torres, Mikael Daez, Pancho Magno et Cris Villonco
- Mankind: The Story of All of Us (History, 2012 - en production) (documentaire) (2014 - 2015)
- Serial Killer Earth (GMA, 2014-2015)
- Tales of Horror (GMA, 2014-2015)
- Asian Horror Stories (GMA, 2014-2015)
- One Piece (animé)
- Détective Conan (animé)
- Inu-Yasha (animé)
- Fairy Tail (saison 2) (animé) (2014-2015)
- Dragon Ball Z Kai (animé)
- Hayate the Combat Butler (2014 - 2015) (animé)
- Lucky Me Nam Nam Dear Bossing (2014)
- Pasión de amor (Pasión de gavilanes) (RTI/Telemundo/Caracol Televisión, 2003-04) (telenovela) (2005-06), avec Danna Garcia, Mario Cimarro, Paola Rey, Alfonso Baptista, Michel Brown et Natasha Klauss
- Goin' Bulilit (ABS-CBN, 2005-2019) (sitcom), avec Dagul, Cha-Cha Cañete, Bugoy Cariño, Izzy Canillo, Harvey Bautista, Lance Lucido, Mutya Orquia, JB Agustin et d'autres.
- Rubí (Televisa, 2004) (telenovela) (2005), avec Bárbara Mori, Eduardo Santamarina, Jacqueline Bracamontes, Sebastián Rulli et Ana Martín
- Larva (KBS1, 2011-2013) (animation) (2014-2015; 2016)
- Maria de Jesus: Ang Anghel sa Lansangan (Cuidado con el ángel) (Televisa, 2008-09) (telenovela) (2009-10), avec Maite Perroni et William Levy
- Love or Bread (CTV, 2008-09) (série) (2009), avec Joe Cheng et Ariel Lin
- Boys Over Flowers (KBS2, 2009) (série) (2009, 2009-10, 2011-11), avec Ku Hye Sun, Lee Min-ho, Kim Hyun-joong, Kim Bum et Kim Joon
- Reborn! (animé) ( 2009-11)
- Bleach: Hell Verse (2014-2015) (animé)
- Jackie Chan Adventures (Kids' WB, 2000-2005) (animation) (2007, 2011, 2014 - en production), avec Jackie Chan
- Bet ng Bayan (GMA, 2014) (téléréalité), présenté par Regine Velasquez, Alden Richards et Bettina Carlos
- Hiram na Alaala (GMA, 2014-2015) (telenovela), avec Dennis Trillo, Kris Bernal, Lauren Young et Rocco Nacino [Lundi au vendredi à 21h25]
- Strawberry Lane (GMA, 2014-2015) (telenovela), avec Bea Binene, Joyce Ching, Kim Rodriguez, Jhoana Marie Tan, Sunshine Dizon et Sheryl Cruz
- Return of the Wife (Wife Returns) (SBS, 2009-2010) (série) (2014), avec Kang Sung-yeon, Jo Min-ki, Yoon Se-ah, Park Jung-chul et Kim Mu-yeol
- Full House (KBS2, 2004) (série) (2005, rediffusion: 2014), avec Song Hye-kyo et Rain
- Puppy in My Pocket (Cuccioli cerca amici - Nel regno di Pocketville) (Boomerang/Italia 1, 2009-2011) (animation) (2014-2016)
- May Queen (MBC, 2012) (série) (2014), avec Han Ji-hye, Kim Jae-won et Jae Hee
- I Hear Your Voice (SBS, 2013) (série) (2014), avec Lee Bo-young, Lee Jong-suk et Yoon Sang Hyun
- My Destiny (GMA, 2014) (telenovela), avec Carla Abellana, Tom Rodriguez et Rhian Ramos
- My BFF (GMA, 2014) (telenovela), avec Jillian Ward et Mona Louise Rey
- Dading (GMA, 2014) (telenovela), avec Gabby Eigenmann, Glaiza de Castro, Benjamin Alves et Chynna Ortaleza
- The Half Sisters (GMA, 2014-2016) (telenovela), avec Barbie Forteza, Thea Tolentino, Derrick Monasterio et Andre Paras
- Marian (GMA, 2014) (spectacle de variété), présenté par Marian Rivera
- Ang Dalawang Mrs. Real (GMA, 2014) (série), avec Maricel Soriano, Dingdong Dantes et Lovi Poe
- Niño (GMA, 2014) (telenovela), avec Miguel Tanfelix et David Remo
- Secret Love (KBS, 2013) (série) (2014), avec Hwang Jung-eum, Ji Sung, Bae Soo-bin e Lee Da-hee
- Basta Every Day, Happy! (GMA, 2014-2015) (talk show), présenté par Gladys Reyes, Donita Rose, Alessandra de Rossi et Boy Logro [Lundi au vendredi à 11h00]
- My Love from the Star (SBS, 2013-2014) (série) (2014, rediffusion: 2015), avec Kim Soo-hyun, Jun Ji-hyun, Park Hae-jin et Yoo In-na
- Mischievous Kiss: Love in Tokyo (Fuji TV, 2013) (série) (2014), avec Honoka Miki et Yuki Furukawa
- Cow and Chicken (Cartoon Network, 1997-1999) (animation) (????)
- Dora the Explorer (Nickelodeon, 2000 - en production) (animation) (????)
- Johnny Bravo (Cartoon Network, 1997-2004) (animation) (????)
- Rugrats (Nickelodeon, 1991-2005) (animation) (????)
- Scooby-Doo et Scrappy-Doo (ABC, 1979-1980) (animation) (????)
- The Scooby-Doo Show (ABC, 1976-1978) (animation) (????)
- Dragon Ball (animé) (????)
- Hamtaro (TV Tokyo, 2000-2006) (animé) (????)
- Prince of Tennis (animé) (????)
- Lola (Bella calamidades) (Telemundo/Caracol Televisión, 2009-2010) (telenovela) (2013, annulée), avec Danna Garcia
- Celebrity Bluff (GMA, 2013-2016) (jeu télévisé), présenté par Eugene Domingo, Jose Manalo et Wally Bayola [Samedi à 22h30]
- Queen and I (Queen In-hyun's Man) (tvN, 2012) (série) (2013)
- Big (KBS2, 2012) (série) (2013), avec Gong Yoo et Lee Min-jung
- The Greatest Love (MBC, 2011) (série) (2013), avec Cha Seung-won, Gong Hyo-jin, Yoon Kye-sang et Yoo In-na
- Temptation of Wife (2012-2013) (série), avec Marian Rivera, Dennis Trillo, Glaiza de Castro et Rafael Rosell
- Lie to Me (SBS, 2011) (série) (2012), avec Yoon Eun-hye et Kang Ji-hwan

```
 
Krystala
 (ABS-CBN, 2004-2005) (
série
), avec 
Judy Ann Santos
```

- Ragnarök the Animation (2004) (animé) (2004-05)
- Gundam SEED (2002-03) (animé) (2004-06)
- Hiram (ABS-CBN, 2004-2005) (telenovela), avec Judy Ann Santos
- 100 Deeds for Eddie McDowd (Nickelodeon, 1999-2002) (série) (2004-05), avec Brandon Gilberstadt, Morgan Kibby, Melanee Murray, Catherine MacNeal et William Francis McGuire
- Marina (ABS-CBN, 2004) (série) (rediffusion: 2008), avec Claudine Barretto
- Luisa (La hija del jardinero) (TV Azteca, 2003-04) (telenovela) (2003-2004), avec Mariana Ochoa et Carlos Torres
- Yu-Gi-Oh! (animé)
  - Yu-Gi-Oh! Duel Monsters (2000-04;  2003-05)
  - Yu-Gi-Oh! GX (2005-2011;  2006, saison 1)
  - Yu-Gi-Oh! 5D's (2008-11;  2012, 2014)
  - Yu-Gi-Oh! Zexal (2012-14;  2013)
- Sana'y Wala Nang Wakas (ABS-CBN, 2003-2004) (telenovela), avec Jericho Rosales, Kristine Hermosa, Diether Ocampo et Angelika dela Cruz
- Meteor Garden (CTS, 2001) (série) (2003, rediffusion: 2004, 2005, 2014), avec Barbie Hsu, Jerry Yan, Vic Zhou, Vanness Wu et Ken Chu
- Gata salvaje (Venevisión/Univision, 2002-03) (telenovela) (2003-05), avec Marlene Favela et Mario Cimarro
- Altagracia (La mujer de Judas) (RCTV, 2002) (telenovela) (2003), avec Astrid Carolina Herrera, Chantal Baudaux et Juan Carlos García
- Incredible Story Studio (YTV, 1997-2002) (série) (2002-05)
- 24 (FOX, 2001-10) (série) (2002-05)
- Alias (ABC, 2001-06) (série) (2002-04), avec Jennifer Garner
- Paloma (Cuando seas mía) (TV Azteca, 2001-02) (telenovela) (2002-03), avec Silvia Navarro et Sergio Basañez
- Cristina (El privilegio de amar) (Televisa, 1998-99) (telenovela) (2002-03), avec Adela Noriega, Helena Rojo, Andrés García, Enrique Rocha, René Strickler, Cynthia Klitbo, César Évora et Marga López
- Kay Tagal Kang Hinintay (ABS-CBN, 2002-2003) (telenovela), avec Lorna Tolentino, Jean Garcia, Edu Manzano, John Estrada, John Lloyd Cruz, Bea Alonzo et Rica Peralejo
- Les Bananes en pyjama (ABC, 1992-2011) (série) (2002-06), avec Ken Radley, Nicholas Opolski, Mary-Ann Henshaw, Taylor Owynns, Jeremy Scrivener et Shane McNamara
- Tres mujeres (Televisa, 1999-2000) (telenovela) (2001-02), avec Erika Buenfil, Alexis Ayala, Karyme Lozano, Jorge Salinas, Norma Herrera et Pedro Armendáriz Jr.
- Camila (Televisa, 1998-99) (telenovela) (2001), avec Bibi Gaytán, Eduardo Capetillo, Adamari López et Kuno Becker
- They Kiss Again (CTV, 2007-2008) (série) (2012), avec Joe Cheng et Ariel Lin
- It Started With a Kiss (CTV, 2005-2006) (série) (2012), avec Joe Cheng et Ariel Lin
- Dong Yi (MBC, 2010) (série) (2011-2012), avec Han Hyo-joo, Ji Jin-hee, Lee So-yeon et Bae Soo-bin
- Just for Laughs: Gags (The Comedy Network, 2000 - en production) (comédie) (2011-2012)
- Love You (TTV, 2011) (série) (2011-2012), avec Joseph Chang, Rainie Yang, Kingone Wang, Tiffany Hsu, Alien Huang et Tom Price
- Playful Kiss (MBC, 2010) (série) (2011), avec Kim Hyun-joong et Jung So-min
- Secret Garden (SBS, 2010-2011) (série) (2011; 2015), avec Ha Ji-won et Hyun Bin
- Tropang Potchi (Q, 2009-2011; GMA, 2011-2015)
- The Baker King (King of Baking, Kim Takgu) (KBS2, 2010) (série) (2011, rediffusion: 2012), avec Yoon Shi-yoon
- East of Eden (MBC, 2008-2009) (série) (2010-2011), avec Song Seung-heon, Yeon Jung-hoon, Park Hae-jin, Lee Da-hae, Han Ji-hye et Lee Yeon-hee
- Kapuso Movie Night (GMA, 2010-2013; 2015-2016)
- Bakugan Battle Brawlers (TV Tokyo, 2009-2010) (animé) (2009-2010)
- Shining Inheritance (Brilliant Legacy) (SBS, 2009) (série) (2009-2010), avec Han Hyo-joo, Lee Seung-gi, Bae Soo-bin et Moon Chae-won
- Rosalinda (GMA Network, 2009) (telenovela), avec Carla Abellana et Geoff Eigenmann
- Bad Love (KBS2, 2007-2008) (série) (2009), avec Kwon Sang-woo, Lee Yo-won et Kim Sung-soo
- Fated to Love You (TTV, 2008) (série) (2009), avec Joe Chen, Ethan Juan, Baron Chen et Bianca Bai
- Lalola (América TV, 2007-2008) (telenovela) (2009), avec Carla Peterson et Luciano Castro
- American Idol (FOX, 2002-2016) (téléréalité) (2008-2010), présenté par Ryan Seacrest
- Devil Beside Me (Devil Beside You) (CTV, 2005) (série) (2008), avec Rainie Yang et Mike He
- Hanazakari no Kimitachi e (Fuji TV, 2008) (série) (2008), avec Maki Horikita, Shun Oguri et Tôma Ikuta
- Love at the Corner (Corner with Love) (CTV, 2007) (série) (2008), avec Show Luo et Barbie Xu
- Coffee Prince (MBC, 2007) (série) (2008, rediffusion: 2014-2015), avec Yoon Eun-hye, Gong Yoo, Lee Sun-gyun et Chae Jung-an
- Marimar (GMA Network, 2007-2008) (telenovela), avec Marian Rivera et Dingdong Dantes
- Hana Yori Dango (TBS, 2005) (série) (2007), avec Mao Inoue, Jun Matsumoto, Shun Oguri, Shota Matsuda et Tsuyoshi Abe
- Meteor Garden (CTS, 2001) (série) (2007), avec Barbie Xu, Jerry Yan, Vic Zhou, Vanness Wu et Ken Chu
- 1 litre de larme (Fuji TV, 2005) (série) (????), avec Erika Sawajiri, Hiroko Yakushimaru, Ryō Nishikido et Takanori Jinnai
- Good Luck!! (TBS, 2003) (série) (2006), avec Takuya Kimura et Kō Shibasaki
- The Return of the Condor Heroes (CCTV, 2006) (série) (2006), avec Huang Xiaoming et Liu Yifei
- Gokusen (Nippon TV, 2002) (série) (2006)
- My Name is Kim Sam-soon (My Lovely Sam Soon) (MBC, 2005) (série) (2006; 2014-2015), avec Kim Sun-a et Hyun Bin
- Jewel in the Palace (Dae Jang Geum) (MBC, 2003) (série) (2005-2006, 2014), avec Lee Young-ae, Ji Jin-hee, Hong Ri-na, Im Ho, Yang Mi-kyung et Kyeon Mi-ri
- Winter Sonata (KBS2, 2002) (série) (2004-05), avec Bae Yong-joon et Choi Ji-woo
- Summer Scent (KBS2, 2003) (série) (2004), avec Song Seung-heon et Son Ye-jin
- Endless Love (Autumn in my Heart) (KBS2, 2000) (série) (2004), avec Song Seung-heon, Song Hye-kyo et Won Bin
- Slam Dunk (2004; 2014-2015; 2015) (animé)
- María del Carmen (Abrázame muy fuerte) (Televisa, 2000-2001) (telenovela) (2002-03), avec Aracely Arámbula et Fernando Colunga
- María la del Barrio (Televisa, 1995-1996) (telenovela) (2002-2003), avec Thalía et Fernando Colunga
- GMA Flash Report/GMA Breaking News (GMA, 2002-2016) (téléjournal)
- Rosalinda (Televisa, 1999) (telenovela) (GMA, 2008), avec Thalía et Fernando Carillo
- Marimar (Televisa, 1994) (telenovela) (2002, rediffusion: 2008), avec Thalía et Eduardo Capetillo
- Yo soy Betty, la fea (RCN Televisión, 1999-2001) (telenovela) (2001-2002), avec Ana María Orozco, Jorge Enrique Abello, Natalia Ramírez, Lorna Cepeda, Luis Mesa, Julián Arango, Ricardo Vélez et Mario Duarte
- Monica Brava (Muñeca brava) (Telefe, 1998-1999) (telenovela) (2001-2002), avec Natalia Oreiro et Facundo Arana
- Paulina (La usurpadora) (Televisa, 1998) (telenovela) (2001), avec Gabriela Spanic, Fernando Colunga et Libertad Lamarque
- Doctor Who (BBC One, en production) (série télévisée)
- Pura sangre (RCTV, 1994) (telenovela) (2000-01), avec Lilibeth Morillo et Simón Pestana
- Marcelino (2000-2001) (animé)
- Rosalinda (Televisa, 1999) (telenovela) (2000), avec Thalía, Fernando Carrillo, Lupita Ferrer, Angélica María et Nora Salinas
- Winx Club (animation) (2004-2025)